# Spizaetus
Genre
Spizaetus est un genre d'oiseaux de proie de la famille des Accipitridae et de la sous-famille des Aquilinae. 
Ce genre Spizaetus comprend aujourd'hui l'Aigle d'Isidore, parfois placé dans son propre genre Oroaetus et l'Aigle noir et blanc, du genre monotypique Spizastur. Ce genre Spizaetus contenait autrefois les espèces du genre Nisaetus qui a depuis été classé comme genre à part dans la même sous-famille des Aquilinae.
Les espèces du genre Spizaetus vivent au Mexique et en Amérique du Sud. Les espèces de l'ancien Monde ont été déplacées vers le genre Nisaetus.

## Liste d'espèces
D'après la classification de référence (version 14.1, 2024) de l'Union internationale des ornithologues, il y a 4 espèces du genre Spizaetus (ordre philogénique) :
- Spizaetus tyrannus (Wied-Neuwied, M, 1820) – Aigle tyran ;
- Spizaetus melanoleucus (Vieillot, 1816) – Aigle noir et blanc ;
- Spizaetus ornatus (Daudin, 1800) – Aigle orné ;
- Spizaetus isidori (des Murs, 1845) – Aigle d'Isidore.